# A-4 Skyhawk
De Douglas A4 Skyhawk is een aanvalsjager die oorspronkelijk was ontworpen voor gebruik vanaf vliegdekschepen. Meer dan 50 jaar na zijn eerste vlucht zijn van de circa 3000 geproduceerde toestellen nog steeds diverse operationeel bij luchtmachten over de gehele wereld.
Het toestel stond bekend onder de bijnamen: Scooter, Bantam Bomber, Tinker Toy en Heinemann's Hot-Rod en had als bijzondere kenmerken de deltavleugel en de boven de vleugels gemonteerde luchtinlaten. De latere versies kregen er een bochel op de rug bij, om de verbeterde avionica te kunnen herbergen.
De A-4 vloog in 1954 voor het eerst en werd in 1956 operationeel bij de Amerikaanse Marine. Het Amerikaanse marinierskorps kreeg de eerste toestellen in 1957. Ze hebben actief dienstgedaan tot 1973 en vlogen bij de US Navy Reserve tot 1979. Daarna werden ze uitgefaseerd (de laatste in 2003) en verkocht of gesloopt.
Het toestel werd ontwikkeld door Douglas Aircraft Company. De toestellen vlogen bij de Marine in de Vietnamoorlog, bij de Argentijnse luchtmacht in de Falklandoorlog en bij de Israëlische luchtmacht in de Jom Kipoeroorlog.
Ook het demoteam Blue Angels van de Amerikaanse marine heeft jaren met de Skyhawk gevlogen; een bewijs van zijn wendbaarheid en handelbaarheid.

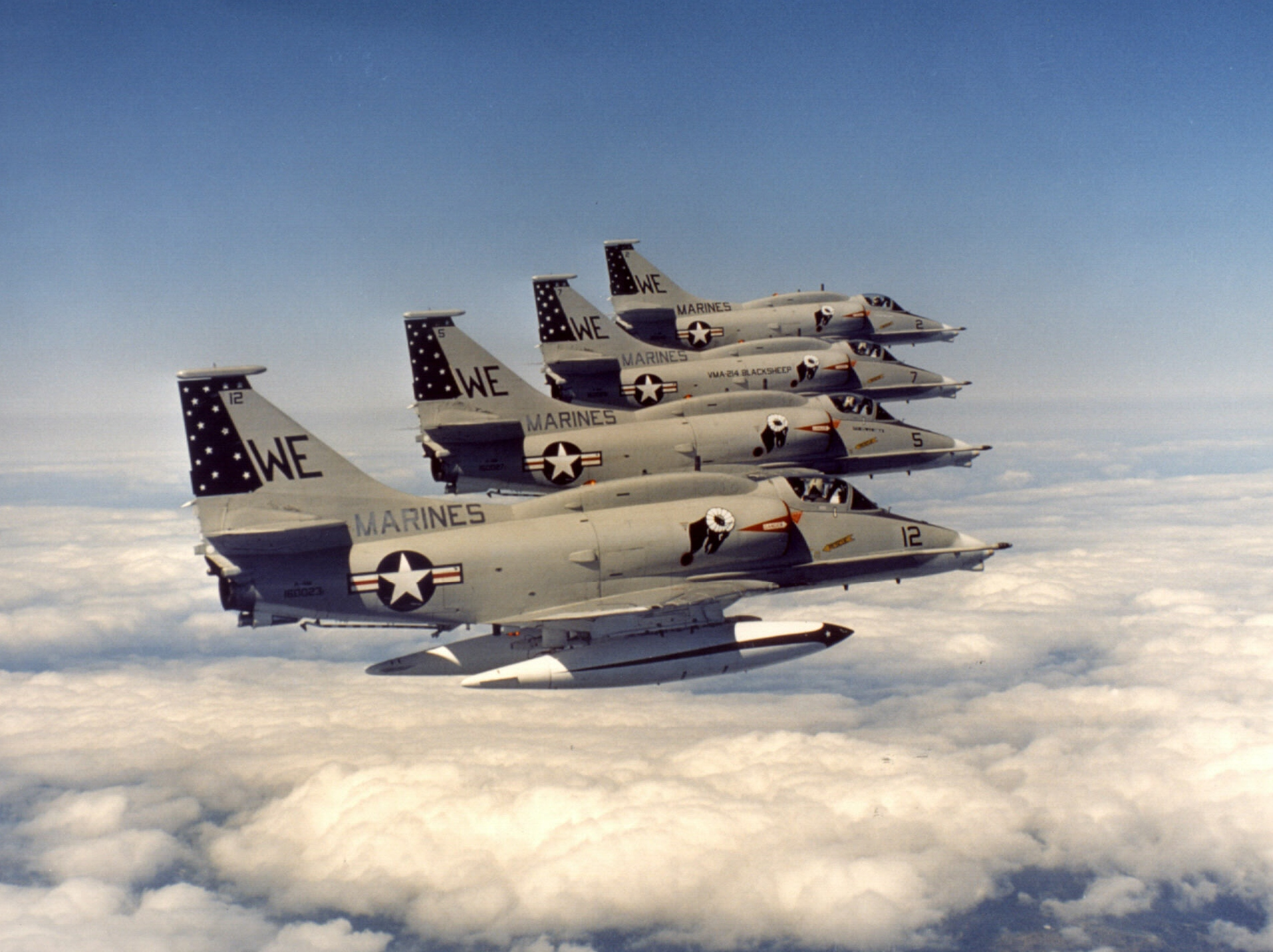
A-4 Skyhawks

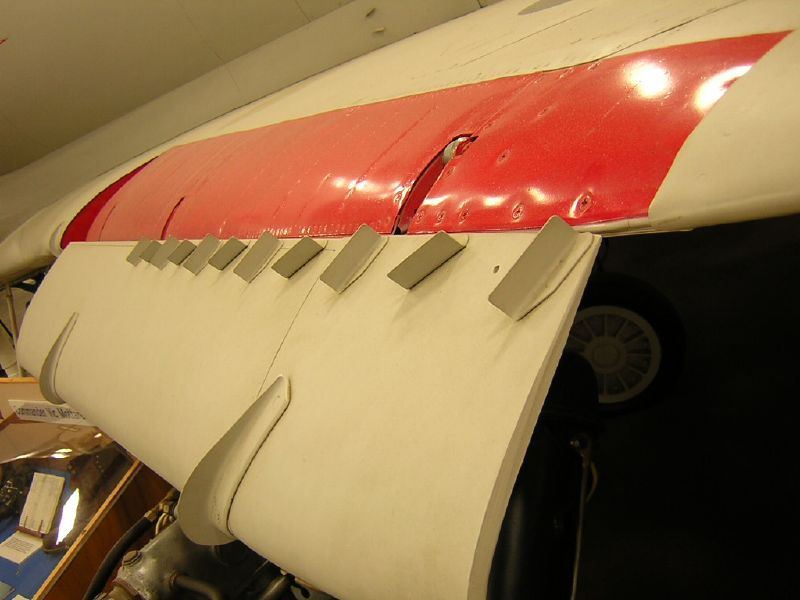
A4D-1 Skyhawk, 1956, vleugel met vortex generatoren

## Skyhawks in buitenlandse dienst
- Argentinië.

Bij de Argentijnse luchtmacht zijn 111 Skyhawks operationeel voor het geven van luchtsteun en als aanvalsjager; de Argentijnse marine heeft er zestien in gebruik als aanvalsjager. Er zijn nog vijftig meer gekocht maar deze zijn niet meer vliegwaardig en worden voor reservedelen gebruikt. 22 Argentijnse Skyhawks gingen verloren in de Falklandoorlog.
- Australië.

De Australische marine kocht veertig Skyhawks van de Amerikaanse marine voor inzet op vliegdekschepen. Deze waren tot 1982 in gebruik; zij werden na uitfasering deels gesloopt en verkocht aan Nieuw-Zeeland.
- Brazilië.

De Braziliaanse marine kocht 23 ex USN A4’s voor gebruik op een vliegdekschip; ze vliegen nog steeds.
- Indonesië.

De Indonesische luchtmacht heeft 37 voormalige Israëlische Skyhawks in gebruik; de meeste zijn niet meer vliegwaardig.
- Israël.

Bij de Israëlische luchtmacht vlogen in de jaren zeventig vier squadrons met de Skyhawk; de 130 toestellen namen met succes actief deel aan de Yom Kipoeroorlog en verleenden menigmaal luchtsteun. Zij zijn vervangen door de F-16 en deels gesloopt of aan Argentinië verkocht. Volgens Ilan Pappe werden de eerste Skyhawks door de Amerikaanse president Johnson aan Israël geschonken en geleverd (1964/65) en maakten zij reeds een verschil in de Zesdaagse Oorlog.
- Koeweit.

In de jaren zeventig werden 36 stuks aan Koeweit geleverd. De na de Golfoorlog van 1991 overgebleven 23 toestellen van de Koeweitse luchtmacht zijn verkocht aan Brazilië.
- Maleisië.

De luchtmacht van Maleisië kocht totaal 88 ex USMC Skyhawks; hiervan werden er 48 aangepast voor de lokale omstandigheden en de overige veertig dienen als reservedelen. De 48 toestellen zijn nog operationeel.
- Nieuw-Zeeland.

De luchtmacht van Nieuw-Zeeland schafte veertien ex USN Skyhawks aan in 1969 en in 1984 nog eens tien voormalige Australische toestellen. In 2001 zijn  de toestellen uit dienst genomen en in opslag geplaatst.
- Singapore.

In 1974 werden 175 ex USN A4’s verkocht aan Singapore ten behoeve van de luchtmacht. Ze werden tot heden drie keer aangepast en vliegen voor een deel nog steeds.